# A Whole New World
«A Whole New World» (с англ. — «Целый новый мир») — сингл из мультфильма «Аладдин», написанный композитором Аланом Менкеном на слова Тима Райса. В оригинале дует записали Брэд Кейн и Лиа Салонга, которые исполняли соответствующие роли основных героев Аладдина и Жасмин. Баллада играет двойную роль: как любовная песня для героев, а также как основная тематическая песня мультфильма. «Целый новый мир» описывает, как Аладдин показывает замкнутой принцессе свободную жизнь, и как влюблённые признаются друг другу в своих чувствах, пока летят на волшебном ковре-самолёте. В данном сингле, в клипе и в титрах анимационной ленты песню исполняют Пибо Брайсон и Реджина Белль, но в самом мультфильме и на 65-й церемонии вручения премии «Оскар» её пели Брэд Кейн (Аладдин) и Леа Салонга (Жасмин); в 2015 году, впервые за всё время, они снова спели её дуэтом в эфире передачи Good Morning America. В 1993 году песня «Целый новый мир» победила в номинации «Лучшая песня», впервые и надолго киностудия Диснея выиграла в этой номинации. Таким образом, Алан Менкен получил свою третью статуэтку «Оскара». Помимо этого, в 1992 году «A Whole New World» была награждена «Золотым глобусом», а в 1994 — «Грэмми».

## Позиция в чарте
| Год (1993)             | Строка |
| ---------------------- | ------ |
| U.S. Billboard Hot 100 | 18     |

## Международное название
Как и многие легендарные песни из диснеевских мультфильмов, эта песня переводилась на другие языки:
| Страна                     | Название                           | Перевод                  | Исполнители                                                           |
| -------------------------- | ---------------------------------- | ------------------------ | --------------------------------------------------------------------- |
| Бразилия                   | Um mundo ideal                     | Идеальный мир            | Кика Тристан и Жозеф Каррассо-мл.                                     |
| Канада (Квебек)            | Un nouveau monde                   | Новый мир                | Жоэль Лежандра и Мартин Шеврье                                        |
| Республика Китай           | 萍水相逢 (píng shuǐ xiāng féng)    | Случайная встреча        | Emil Chau и Sarah Chen                                                |
| Хорватия                   | Novi svijet                        | Новый мир                | Dušan Bućan и Zrinka Cvitešić                                         |
| Эстония                    | See maailm uus                     | Этот новый мир           | Койт Тооме и Хедвиг Хансон                                            |
| Финляндия                  | Se on kuin yö                      | Словно ночью             | Sami Aarva и Ulla Hakola                                              |
| Франция                    | Ce rêve bleu                       | Эта голубая мечта        | Карин Коста и Даниэль Леви (Паоло Доминго в фильме)                   |
| Германия                   | Ein Traum Wird Wahr                | Мечты сбываются          | Петер Фесслер и Сабина Хетлих                                         |
| Греция                     | Γλυκιά Ζωή                         | Сладкая жизнь            | Christos Stassinopoulos и Katerina Giamali                            |
| Гонконг Макао              | 新的世界 (sun dik sai gai)         | Новый мир                | Emil Chau и Sarah Chen                                                |
| Венгрия                    | Egy új élmény                      | Новые вершины            | Zoltán Miller и Janza Kata                                            |
| Исландия                   | Nýr Heimur                         | Новый мир                | Edda Heiðrún Backman и Felix Bergsson                                 |
| Индия                      | Sapno Ka Jahan                     | Земля мечтаний           | Sonu Nigam                                                            |
| индонезийский              | Seluruh Dunia                      | Во всем мире             | Nanang Niskala и Beatrix Renata                                       |
| Израиль                    | עולם חדש (olam hadash)             | Новый мир                | Rama Mesinger и Alon Ophir                                            |
| Италия                     | Il mondo è mio                     | Мир в моих руках         | Anna Tatangelo и Gigi D’Alessio Vincent Thoma и Cristina (киноверсия) |
| Япония                     | 新しい世界 (Atarashii Sekai)       | Новый мир                | Shin-ichiro Miki и Kaori Asoh                                         |
| Южная Корея                | 아름다운 세상 (aleumdaun sesang)   | Прекрасный мир           | Gyeongju Nam и Jeonghwa Yi                                            |
| Латинская Америка          | Un Mundo Ideal                     | Идеальный мир            | Ricardo Montaner и Michelle Demián Bichir и Anali (киноверсия)        |
| Нидерланды и Бельгия       | Een nieuw begin                    | Новое начало             | Bart Bosch и Laura Vlasblom                                           |
| Норвегия                   | En helt ny jord                    | Новая земля              | Trond Teigen и Jannicke Kruse                                         |
| Португалия                 | Um mundo ideal                     | Идеальный мир            | София Эскобар и Луис Алвес                                            |
| Россия                     | Волшебный мир                      | Волшебный мир            | Андрей Малышев и Анна Позднякова                                      |
| Испания                    | Un mundo ideal                     | Идеальный мир            | Энрике дель Посо и Мишель Мигель Морант и Ангела Алой (киноверсия)    |
| Швеция                     | En helt ny värld                   | Целый новый мир          | Peter Jöback и Myrra Malmberg                                         |
| Республика Китай (Тайвань) | 新的世界(Xin de Shi jie)           | Новый мир                | wu da hui и Huang zuo yong                                            |
| Таиланд                    | โลกใหม่สวยงาม (Loke mai suay ngarm) | Этот новый мир прекрасен | Thongchai McIntyre и Saowalak Leelabutr                               |
| Турция                     | Gerçek Dünya                       | Настоящий мир            | Arda Aydın и Otilia Radulescu Ipek                                    |
| Польша                     | Wspaniały świat                    | Прекрасный мир           | Paweł Tucholski и Katarzyna Skrzynecka                                |
| Дания                      | Et helt nyt liv                    | Новая жизнь              | Louise Norby и Søren Launbjerg                                        |

## Версия Пибо Брайсона и Реджины Белль

### Чарты
| Chart (1992–1994)                     | Peak position |
| ------------------------------------- | ------------- |
| Австралия (ARIA)                      | 10            |
| Бельгия/Фландрия (Ultratop 50)        | 14            |
| Канада (RPM Top Singles)              | 6             |
| Канада (RPM Adult Contemporary)       | 1             |
| Europe (Eurochart Hot 100)            | 24            |
| Германия (GfK)                        | 70            |
| Iceland (Íslenski Listinn Topp 40)    | 2             |
| Ирландия (IRMA)                       | 11            |
| Нидерланды (Dutch Top 40)             | 18            |
| Нидерланды (Single Top 100)           | 14            |
| Новая Зеландия (Recorded Music NZ)    | 8             |
| Великобритания (OCC UK Singles)       | 12            |
| США (Billboard Hot 100)               | 1             |
| США (Billboard Adult Contemporary)    | 1             |
| США (Billboard Hot R&B/Hip-Hop Songs) | 21            |
| США (Billboard Pop Airplay)           | 1             |
| США (Billboard Rhythmic)              | 18            |

| Chart (1993)                         | Position |
| ------------------------------------ | -------- |
| Australia (ARIA)                     | 50       |
| Canada Top Singles (RPM)             | 56       |
| Canada Adult Contemporary (RPM)      | 6        |
| New Zealand (Recorded Music NZ)      | 37       |
| US Billboard Hot 100                 | 18       |
| US Adult Contemporary (Billboard)    | 6        |
| US Hot R&B/Hip-Hop Songs (Billboard) | 98       |

| Chart (1994)                       | Position |
| ---------------------------------- | -------- |
| Iceland (Íslenski Listinn Topp 40) | 34       |

### Сертификации
| Регион | Сертификация | Продажи  |
| --- | ------------ | -------- |
| Япония (RIAJ) · digital, Regina Belle & Peabo Bryson version | Золотой      | 100 000* |
| Япония (RIAJ) · digital, Brad Kane & Lea Salonga version | Золотой      | 100 000* |
| Япония (RIAJ) · physical, Brad Kane & Lea Salonga version | Платиновый   | 100 000^ |
| Япония (RIAJ) · physical, Regina Belle & Peabo Bryson version | Платиновый   | 100 000^ |
| Великобритания (BPI) · Brad Kane & Lea Salonga version | Золотой      | 400 000  |
| США (RIAA) | Золотой      | 500 000^ |
| * Данные о продажах приведены только на основе сертификации. · ^ Данные о тиражах приведены только на основе сертификации. · Данные о продажах + прослушиваниях приведены только на основе сертификации. |              |          |

## Кавер-версии
- К специальному DVD-изданию мультфильма, супруги Джессика Симпсон и Ник Лаше записали кавер-дуэт песни.
- Для финальных титров киноадаптации 2019 года песню исполнил дуэт Зейна Малика и Жавайи Уорд[40]. В самом фильме её исполнили Мена Массуд и Наоми Скотт.